# Porcellionides mirabilis
Porcellionides mirabilis là một loài chân đều trong họ Porcellionidae. Loài này được Vandel miêu tả khoa học năm 1945.